# Vietomartyria
Vietomartyria es un género de pequeños lepidópteros pertenecientes a la familia  Micropterigidae.

## Especies
- Vietomartyria expeditionis (Mey, 1997)
- Vietomartyria nankunshana Hashimoto & Hirowatari, 2009
- Vietomartyria nanlingana Jinbo & Hirowatari, 2009